# Zialony Wostrau (rejon homelski)
Zialony Wostrau (biał. Зялёны Востраў; ros. Зелёный Остров) – osiedle na Białorusi, w obwodzie homelskim, w rejonie homelskim, w sielsowiecie Azdzielina.